# Lijst van voetbalinterlands Aruba - Suriname
Deze lijst van voetbalinterlands is een overzicht van alle officiële voetbalwedstrijden tussen de nationale teams van Aruba en Suriname. De landen speelden tot op heden elf keer tegen elkaar. De eerste ontmoeting, een kwalificatiewedstrijd voor de Caribbean Cup 1992, werd gespeeld in Paramaribo op 9 april 1992. Het laatste duel, een kwalificatiewedstrijd voor het Wereldkampioenschap voetbal 2022, vond plaats op 27 maart 2021 in Bradenton (Verenigde Staten).

## Wedstrijden
| №  | Plaats     | Datum            | Competitie                          | Wedstrijd        | Uitslag |
| -- | ---------- | ---------------- | ----------------------------------- | ---------------- | ------- |
| 1  | Paramaribo | 9 april 1992     | Caribbean Cup 1992 kwalificatie     | Suriname – Aruba | 5 – 0   |
| 2  | Oranjestad | 7 maart 1998     | Caribbean Cup 1998 kwalificatie     | Aruba – Suriname | 2 – 2   |
| 3  | Paramaribo | 5 april 2001     | Caribbean Cup 2001 kwalificatie     | Suriname – Aruba | 5 – 0   |
| 4  | Oranjestad | 28 juli 2002     | CONCACAF Gold Cup 2003 kwalificatie | Aruba – Suriname | 0 – 2   |
| 5  | Paramaribo | 11 augustus 2002 | CONCACAF Gold Cup 2003 kwalificatie | Suriname – Aruba | 6 – 0   |
| 6  | Oranjestad | 29 februari 2004 | WK 2006 kwalificatie                | Aruba – Suriname | 1 – 2   |
| 7  | Paramaribo | 27 maart 2004    | WK 2006 kwalificatie                | Suriname – Aruba | 8 – 1   |
| 8  | Paramaribo | 3 december 2011  | Vriendschappelijk                   | Suriname – Aruba | 0 – 0   |
| 9  | Oranjestad | 15 juli 2012     | Vriendschappelijk                   | Aruba − Suriname | 1 − 0   |
| 10 | Paramaribo | 1 februari 2015  | Vriendschappelijk                   | Suriname − Aruba | 1 − 0   |
| 11 | Bradenton  | 27 maart 2021    | WK 2022 kwalificatie                | Aruba − Suriname | 0 − 6   |

## Samenvatting
| Competitie                 | Totaal gespeeld | Winst Aruba | Gelijk | Winst Suriname | Doelsaldo Aruba – Suriname |
| -------------------------- | --------------- | ----------- | ------ | -------------- | -------------------------- |
| WK-kwalificatie            | 3               | 0           | 0      | 3              | 2 − 16                     |
| Caribbean Cup-kwalificatie | 5               | 0           | 1      | 4              | 2 − 20                     |
| Vriendschappelijk          | 3               | 1           | 1      | 1              | 1 − 1                      |
| Totaal                     | 11              | 1           | 2      | 8              | 5 − 37                     |

Wedstrijden bepaald door strafschoppen worden, in lijn met de FIFA, als een gelijkspel gerekend.